# Sphecodes chilensis
Sphecodes chilensis là một loài Hymenoptera trong họ Halictidae. Loài này được Spinola mô tả khoa học năm 1851.